# Famille Cottereau
Pour les articles homonymes, voir Cottereau et Chouan (homonymie).
 (juillet 2025).
La famille Cottereau est une famille originaire de Mayenne.
La descendance de Pierre Cottereau, dit Chouan, et de Jeanne Moyné, son épouse, habitant la Closerie des Poiriers à Saint-Ouën-des-Toits en Mayenne, donna son surnom à la Chouannerie :
- Jean Cottereau, dit Jean Chouan (1757-1794), un des chefs de l'insurrection contre-révolutionnaire et royaliste qui s'est développée en Mayenne en 1793 ;
- François Cottereau (1750-1794), frère du précédent ;
- Pierre Cottereau (1756-1794), frère du précédent ;
- René Cottereau (1764-1846), frère du précédent.

## Généalogie
```
Pierre Cottereau (1696 - Olivet 4/2/1768 x (Olivet - 12 janvier 1725) Jeanne Chauvin (13/8/1698 - après 1768)
│
└──> Pierre Cottereau (Olivet 9/1/1732 - Saint-Ouen-des-Toits 16/9/1778 ) x (Olivet 3/8/1754) Jeanne Moiné (Saint-Ouen-des-Toits 28/11/1735 - Le Mans 13/12/1793) 
     │
     ├──> 
Pierre Cottereau
 (Brains-sur-les-Marches 30/9/1755 - Laval 11 juin 1794)
     ├──> 
Jean Cottereau
 (Saint-Berthevin-lès-Laval 30/10/1757 - Saint-Ouen-des-Toits 24 juillet 1794)
     ├──> 
François Cottereau
 (1760 - Olivet 3 janvier 1794)
     ├──> 
René Cottereau
 (Saint-Ouen-des-Toits 26/3/1764 - Saint-Ouen-des-Toits 18/4/1846)
     │    ├──> René Cottereau (1793-1857)
     │    ├──> Jeanne Cottereau (1795-1833)
     │    ├──> Louis Cottereau (1795-1796)
     │    ├──> Marie Cottereau (1798-1844)
     │    ├──> Pierre Cottereau (1800-1826)
     │    ├──> Jean Cottereau (1807-?)
     │    ├──> Dominique Cottereau (1808-1816)
     │    ├──> Julien Cottereau (1810-1865)
     │    ├──> Renée Cottereau (1811-1884)
     │    ├──> Lucie Cottereau (1813-1893)
     │    ├──> Angélique Cottereau (1814-1816)
     │    ├──> Étienne Cottereau (1815-1892)
     │    ├──> Jean Cottereau (1819-?)
     │    └──> Dominique Cottereau (1824-1879)
     ├──> Perrine Cottereau (17/10/1769-1794)
     ├──> Renée Cottereau (11/11/1776-1794)
     ├──> Marguerite Cottereau (1778-1778)
     └──> Marie Cottereau (1778-1794)
```

## Marchand de sabots
Son aïeul, ainsi que son père Pierre Cottereau, étaient marchands de sabots, parcourant les forêts de la région, de celle du Pertre à la forêt de Concise. C'est ainsi que ses deux premiers fils naquirent, au cours d'un de ces voyages. Pierre Cottereau avait épousé Jeanne Moyné, fille de Pierre Moyné, qui avait été licité, en 1751, par les enfants de Jean Anjuère, le lieu des Poiriers, savoir : maison et chambre, un closeau, la Noë du Four, la lande du Chemin. La moitié échut à Jeanne Moyné, qui, veuve en 1778, acheta l'autre moitié de Jean Lamy, tisserand à Olivet.

### Contexte familial
Jean, le second de ses garçons, avait en outre deux sœurs, et leur mère resta chargée de ces six enfants. Il semble que Pierre Cottereau ait poursuivi ses activités de marchand car il ne manquait pas de signer les actes de baptême de ses enfants lorsqu'il était présent. Or, tous ne sont pas signés de sa main. 
Dans les actes de baptême de ses enfants, Pierre Cottereau est désigné d'abord comme homme honorable, puis marchand sabottier, puis comme sabotier, puis comme closier, sans doute après qu'il est arrivé à la Closerie des Poiriers.

### La famille
La famille appartenait à un milieu de marchands, de notaires et de prêtres, donc de notables. Le père savait d'ailleurs parfaitement écrire. Les enfants, petits fils de notaires ou de marchands, violents, querelleurs, sans instruction, rompus à toutes les fatigues ne sont guère disposés au travail régulier. 
Le père décède en 1778. Pierre, l'aîné, se dit sabotier. Pour survivre, celui-ci ainsi que ses trois frères et même ses sœurs se livrèrent à la contrebande du sel, sur lequel pesait un lourd impôt dans ce pays de grande gabelle. René, le plus jeune, est couvreur de maisons.

### Le faux-saunage
La famille Cottereau travaillait souvent dans le bois de Misedon, voisin de sa demeure. Bien avant 1780, Jean Chouan est surpris, avec son frère René et d'autres, à boire de l'alcool en fraude de droits à Olivet. Ils excèdent de coups deux employés aux aides, Pierre Bériteau et Jean Guitton. Un chirurgien venu de Laval déclare que l'un d'eux est intransportable. Les frères Chouans et leurs complices sont condamnés à payer les médicaments et les aliments nécessaires au blessé qui a été transporté dans une auberge de Saint-Ouën-des-Toits. Jean Chouan se livre au faux-saunage avec ses frères François et René.

## Source
- « Famille Cottereau », dans Alphonse-Victor Angot et Ferdinand Gaugain, Dictionnaire historique, topographique et biographique de la Mayenne, Laval, A. Goupil, 1900-1910 [détail des éditions] (BNF 34106789, présentation en ligne), t. IV, p. 243-244.